# Brigitte Peters
Brigitte Peters (* 22. März 1949; † 23. März 2025 in Schwerin) war eine deutsche Schauspielerin und Hörspielsprecherin. 

## Leben und Werk
Brigitte Peters erlernte von 1969 bis 1972 an der Hochschule für Musik und Theater Rostock den Schauspielberuf. Anschließend war sie über den Zeitraum von 42 Jahren festes Ensemblemitglied am Mecklenburgischen Staatstheater Schwerin. Ihr Debüt feierte sie 1972 als Ophelia in Shakespeares Hamlet. Mehr als 150 Rollen folgten an dem Haus, das unter Schauspieldirektor Christoph Schroth in den 1970er- und 1980er-Jahren zu einer der gefragtesten Bühnen der DDR avancierte.
In den 1990er-Jahren setzte sie ihre Arbeit unter dem Schauspieldirektor Peter Dehler fort. Für ihr Solo als Mechthild in Nichts Schöneres (Regie: Ernst M. Binder) von Oliver Bukowski erhielt sie eine Einladung zu den Mülheimer Theatertagen sowie eine Nominierung zur Schauspielerin des Jahres 1998. 2011 wirkte sie unter der Regie von Herbert Fritsch in einer Inszenierung von Gerhart Hauptmanns Der Biberpelz mit, die zum 48. Berliner Theatertreffen eingeladen wurde.
Einen Tag nach ihrem 76. Geburtstag starb die Schauspielerin überraschend, nachdem sie am Vorabend noch in der Schweriner Theaterkneipe werk3 im Stück Gretchen 89ff. auf der Bühne gestanden hatte.

## Filmografie (Auswahl)
- 1974: Das Mädchen Malle (Fernsehfilm)
- 1977: Eine vollkommen erlogene Geschichte (Fernsehfilm)
- 1984: Iphigenie in Aulis (Fernsehfilm)
- 1986: Offiziere (Fernsehfilm)
- 1986: Alfons Zitterbacke (Fernsehserie – 1 Folge)
- 1990: Wilhelm Tell (Fernsehfilm)
- 2013: SOKO Wismar (Fernsehserie – 1 Folge)

## Hörspiele (Auswahl)
Die Hörspiele wurden, soweit nicht anders angegeben beim Rundfunk der DDR produziert.
- 1976: Jerzy Janicki: Spaziergänge in Sanssouci (Dagmar) – Regie: Christoph Schroth (Original-Hörspiel)
- 1978: Eila Pennanen: Katis Liebe (Lisa) – Regie: Joachim Staritz (Originalhörspiel)
- 1979: Brüder Grimm: Geschichten aus dem Hut: Die zertanzten Schuhe – Regie: Reneè Eigendorf (Hörspielbearbeitung, Kinderhörspiel, Kurzhörspiel)
- 1979: Christoph Meckel: Bockshorn (Jenny) – Regie: Joachim Staritz (Hörspielbearbeitung, Kinderhörspiel)
- 1979: Helmut H. Schulz: Der grüne Elefant (Ida) – Regie: Joachim Staritz (Originalhörspiel, Kriminalhörspiel)
- 1980: Eliska Horelová: Geschichten aus dem Hut: Wie Lucian in unsere Familie kam (Mutter) – Regie: Reneè Eigendorf (Hörspielbearbeitung, Kinderhörspiel, Kurzhörspiel)
- 1981: Hannelore Lauerwald: Dienstag, Mittwoch, Donnerstag – Regie: Reneè Eigendorf (Originalhörspiel, Kinderhörspiel)
- 1981: Ria Zenker: Wauwi ist weg – Regie: Reiner Flath (Originalhörspiel, Kinderhörspiel)
- 1982: Maria Krieger: Ein Augenblick – so leicht wie eine Feder (Frau Müller) – Regie: Reneè Eigendorf (Originalhörspiel, Kinderhörspiel)
- 1982: Hans-Werner Honert: Der Mond scheint auf Großmittelklein. Drei Hörszenen (ph) – Regie: Christoph Schroth (Originalhörspiel)
- 1982: Lothar Walsdorf: Geschichten aus dem Hut: Allherbstliches Märchen – Regie: Reneè Eigendorf (Originalhörspiel, Kinderhörspiel, Kurzhörspiel)
- 1982: Volkstext: Alif Laila wa Laila oder Die Erzählungen aus den 1001 Nächten – Regie: Reiner Flath (Hörspielbearbeitung, Kinderhörspiel)
- 1985–86: Christian Nowack: Waldstraße Nummer 7 (Christa Sommer) – Regie: Joachim Staritz (Originalhörspiel, Kurzhörspiel)
  - 1985: Träume sind Schäume
  - 1986: Hoffnung hält jung
  - 1986: Hase und Igel
- 1986: Brüder Grimm: Die Bärenhaut. Hörspiel frei nach dem Märchen: Der Bärenhäuter (Sophie) – Regie: Joachim Staritz (Hörspielbearbeitung, Kinderhörspiel)
- 1986: Friedel Hohnbaum-Hornschuch: Schabernack (Jutta Sander) – Regie: Joachim Staritz (Originalhörspiel, Kriminalhörspiel, Kurzhörspiel)
- 1986: Benno Pludra: Das Herz des Piraten (Schmidt) – Regie: Reiner Flath (Hörspielbearbeitung, Kinderhörspiel)
- 1986: Mario Göpfert: Clown Alfredo (Annabella) – Regie: Reiner Flath (Originalhörspiel, Kinderhörspiel, Kurzhörspiel)
- 1986: Henryk Bardijewski: Gesund sein ist alles (Krystyna) – Regie: Joachim Staritz  (Hörspielbearbeitung)
- 1987: Karl Dietrich: Hinnerk Wittkamp (Rike) – Regie: Reiner Flath (Hörspielbearbeitung, Kinderhörspiel)
- 1988: John Brinckman: Schiemannsgarn (Greten) – Regie: Reiner Flath (Hörspielbearbeitung, Kinderhörspiel)
- 1988: Ulrich Frohriep: Der Maler und das Mädchen (Mathilda) – Regie: Joachim Staritz (Originalhörspiel, Kriminalhörspiel, Kurzhörspiel)
- 1988: Andreas Anden: Bumsvallera (Frau) – Regie: Joachim Staritz (Originalhörspiel, Kriminalhörspiel, Kurzhörspiel)
- 2001: Jürgen Becker: Ahrenshooper Holz (Silke) – Regie: Joachim Staritz (Originalhörspiel – NDR)

Quelle: ARD-Hörspieldatenbank